# Stortjärnen (Skellefteå socken, Västerbotten, 720851-173799)
Stortjärnen är en sjö i Skellefteå kommun i Västerbotten och ingår i Byskeälven-Kågeälvens kustområde.